# Vòng loại Giải vô địch bóng đá thế giới 2026 – Khu vực châu Phi (Bảng F)
Bảng F của vòng loại Giải vô địch bóng đá thế giới 2026 khu vực châu Phi là một trong chín bảng đấu của CAF cho vòng loại Giải vô địch bóng đá thế giới 2026. Bảng này bao gồm các đội tuyển Bờ Biển Ngà, Gabon, Kenya, Gambia, Burundi và Seychelles.
Đội nhất bảng sẽ trực tiếp giành quyền tham dự Giải vô địch bóng đá thế giới 2026, và các đội nhì bảng sẽ có thể giành quyền thi đấu tại vòng play-off để xác định một đội tiến vào vòng play-off liên lục địa.

## Bảng xếp hạng
| VT | Đội            | ST | T | H | B | BT | BB | HS  | Đ  | Giành quyền tham dự                |     | Bờ Biển Ngà | Gabon | Burundi | Kenya | Gambia | Seychelles |
| -- | -------------- | -- | - | - | - | -- | -- | --- | -- | ---------------------------------- | --- | ----------- | ----- | ------- | ----- | ------ | ---------- |
| 1  | Bờ Biển Ngà    | 6  | 5 | 1 | 0 | 14 | 0  | +14 | 16 | Giải vô địch bóng đá thế giới 2026 |     | —           | 1–0   | T09     | T10   | 1–0    | 9–0        |
| 2  | Gabon          | 6  | 5 | 0 | 1 | 12 | 6  | +6  | 15 | Có thể giành quyền vào vòng 2      |     | T09         | —     | T10     | 2–1   | 3–2    | 3–0        |
| 3  | Burundi        | 6  | 3 | 1 | 2 | 13 | 7  | +6  | 10 |                                    |     | 0–1         | 1–2   | —       | T10   | 3–2    | 5–0        |
| 4  | Kenya          | 6  | 1 | 3 | 2 | 11 | 8  | +3  | 6  |                                    | 0–0 | 1–2         | 1–1   | —       | T09   | T09    |            |
| 5  | Gambia (Z)     | 6  | 1 | 1 | 4 | 12 | 13 | −1  | 4  |                                    | 0–2 | T10         | T09   | 3–3     | —     | 5–1    |            |
| 6  | Seychelles (E) | 6  | 0 | 0 | 6 | 2  | 30 | −28 | 0  |                                    | T10 | T09         | 1–3   | 0–5     | T10   | —      |            |

## Các trận đấu
| Burundi                                          | 3–2      | Gambia                                   |
| ------------------------------------------------ | -------- | ---------------------------------------- |
| - Bigirimana 31' - Nsabiyumva 35' - Abdallah 75' | Chi tiết | - Barrow 45+4' - E. Colley 90+8' (ph.đ.) |

| Gabon                     | 2–1      | Kenya      |
| ------------------------- | -------- | ---------- |
| - Bouanga 60' - Kanga 88' | Chi tiết | - Juma 40' |

| Bờ Biển Ngà | 9–0      | Seychelles |
| --- | -------- | ---------- |
| - Haller 20' (ph.đ.) - Sangaré 24' - Adingra 36' - Konaté 40' (ph.đ.), 90+5' - S. Fofana 60' - Traorè 77', 90+4' - Krasso 84' (ph.đ.) | Chi tiết |            |

| Burundi          | 1–2      | Gabon                         |
| ---------------- | -------- | ----------------------------- |
| - Bigirimana 87' | Chi tiết | - Allevinah 35' - Bouanga 83' |

| Gambia | 0–2      | Bờ Biển Ngà                  |
| ------ | -------- | ---------------------------- |
|        | Chi tiết | - Kouamé 45' - S. Fofana 85' |

| Seychelles | 0–5      | Kenya                                                  |
| ---------- | -------- | ------------------------------------------------------ |
|            | Chi tiết | - Olunga 3', 6' - Juma 45+3' - Onyango 62' - Omala 73' |

| Kenya       | 1–1      | Burundi        |
| ----------- | -------- | -------------- |
| - Abuya 72' | Chi tiết | - Abdallah 85' |

| Bờ Biển Ngà  | 1–0      | Gabon |
| ------------ | -------- | ----- |
| - Fofana 36' | Chi tiết |       |

| Gambia                                                              | 5–1      | Seychelles      |
| ------------------------------------------------------------------- | -------- | --------------- |
| - Badamosi 10', 66' - Barrow 52' (ph.đ.) - Minteh 55' - Sidibeh 78' | Chi tiết | - Henriette 14' |

| Gabon                                          | 3–2      | Gambia                   |
| ---------------------------------------------- | -------- | ------------------------ |
| - Allevinah 52' - Aubameyang 70' - Bouanga 71' | Chi tiết | - Minteh 33' - Adams 76' |

| Kenya | 0–0      | Bờ Biển Ngà |
| ----- | -------- | ----------- |
|       | Chi tiết |             |

| Seychelles    | 1–3      | Burundi                              |
| ------------- | -------- | ------------------------------------ |
| - Hoareau 78' | Chi tiết | - Abdallah 34' - Kanakimana 62', 69' |

| Gabon | v | Seychelles |
| ----- | - | ---------- |
|       |   |            |

| Gambia | v | Kenya |
| ------ | - | ----- |
|        |   |       |

| Burundi | v | Bờ Biển Ngà |
| ------- | - | ----------- |
|         |   |             |

| Kenya | v | Gabon |
| ----- | - | ----- |
|       |   |       |

| Bờ Biển Ngà | v | Gambia |
| ----------- | - | ------ |
|             |   |        |

| Burundi | v | Seychelles |
| ------- | - | ---------- |
|         |   |            |

| Kenya | v | Gambia |
| ----- | - | ------ |
|       |   |        |

| Seychelles | v | Gabon |
| ---------- | - | ----- |
|            |   |       |

| Bờ Biển Ngà | v | Burundi |
| ----------- | - | ------- |
|             |   |         |

| Gabon | v | Bờ Biển Ngà |
| ----- | - | ----------- |
|       |   |             |

| Kenya | v | Seychelles |
| ----- | - | ---------- |
|       |   |            |

| Gambia | v | Burundi |
| ------ | - | ------- |
|        |   |         |

| Seychelles | v | Bờ Biển Ngà |
| ---------- | - | ----------- |
|            |   |             |

| Gambia | v | Gabon |
| ------ | - | ----- |
|        |   |       |

| Burundi | v | Kenya |
| ------- | - | ----- |
|         |   |       |

| Gabon | v | Burundi |
| ----- | - | ------- |
|       |   |         |

| Seychelles | v | Gambia |
| ---------- | - | ------ |
|            |   |        |

| Bờ Biển Ngà | v | Kenya |
| ----------- | - | ----- |
|             |   |       |

## Cầu thủ ghi bàn
Đang có 64 bàn thắng ghi được trong 18 trận đấu, trung bình 3.56 bàn thắng mỗi trận đấu (tính đến ngày 25 tháng 3 năm 2025).
5 bàn
- Denis Bouanga

4 bàn
- Musa Barrow
- Michael Olunga

3 bàn
- Sudi Abdallah
- Bienvenue Kanakimana
- Seko Fofana
- Jim Allevinah
- Pierre Aubameyang
- Yankuba Minteh

2 bàn
- Abedi Bigirimana
- Bonfils-Caleb Bimenyimana
- Sébastien Haller
- Karim Konaté
- Hamed Traorè
- Muhammed Badamosi
- Masoud Juma

1 bàn
- Jean-Claude Girumugisha
- Christophe Nduwarugira
- Frédéric Nsabiyumva
- Simon Adingra
- Evann Guessand
- Christian Kouamé
- Jean-Philippe Krasso
- Ibrahim Sangaré
- Guélor Kanga
- Ebou Adams
- Ebrima Colley
- Adama Sidibeh
- Duke Abuya
- Mohammed Bajaber
- Benson Omala
- Rooney Onyango
- Will Wilson
- Ryan Henriette
- Lorenzo Hoareau